# MTV Rossija
MTV Rossija (ros. MTV Россия) – rosyjska telewizja angielskiej wersji MTV. Premiera odbyła się 26 września 1998 roku.

## Programy
- News Błok, News Błok Weekly
- Eurovision sezonowe
- World Chart
- Russkaja diesiatka
- City File
- Live s Biłanom (sezonowe)
- Stars. Here and Now
- Hoży doktorzy
- MTV Live
- Naked Show Business
- Ticket to Kiss
- Program Minimum
- Next!
- MTV Cribs
- Club
- South Park
- Miss Farah(inne języki)
- Odpicuj mi brykę
- Niebezpieczny oddział
- Making The Video
- My Super Sweet 16
- Silent Games
- Music for a Breakfast, Music Forever, Music on Topic of the Day, Music for the Night

## MTV Russia Music Awards
Jest to podobna wersja MTV Europe Music Awards. Premiera była w 2004 roku. Odbyło się 5 edycji.
| Edycje | Rok  | Areny          | Miasta           | Prezenterzy                    | Wystąpili gościnnie               |
| ------ | ---- | -------------- | ---------------- | ------------------------------ | --------------------------------- |
| 1      | 2004 | Kreml          | Moskwa           | Konstantin Chabienski          | Queen, The Rasmus, Darren Hayes   |
| 2      | 2005 | Plac Czerwony  | Moskwa           | Sznur i Anna Azarowa           | Korn, The 69 Eyes, Kelly Osbourne |
| 3      | 2006 | Pałac Zimowy   | Sankt Petersburg | Sierioga                       | Missy Elliott                     |
| 4      | 2007 | Chodynka Arena | Moskwa           | Paweł Wola i Anna Siemienowicz | Avril Lavigne                     |
| 5      | 2008 | Łużniki        | Moskwa           | Dima Biłan i Siergiej Łazariew | Jay Sean                          |

## Wycofanie się kanału z Rosji
Po inwazji Rosji na Ukrainę kanał wstrzymał produkcję własnych programów, zwolnił wszystkich prezenterów i zaprzestał aktywności na swojej stronie internetowej i w mediach społecznościowych. W połowie marca 2022 roku z tego samego powodu Paramount, który jest właścicielem marki MTV, postanowił zawiesić działalność w Rosji. Początkowo MTV (wraz ze wszystkimi innymi kanałami MTV) planowało zaprzestać nadawania w Rosji 20 kwietnia, ale ostatecznie przestało nadawać 28 kwietnia. Tematyczne kanały muzyczne tej samej marki, MTV Live, MTV 80s, MTV 90s i MTV 00s, również przestały nadawać w Rosji. Rosyjskojęzyczne wersje MTV i innych kanałów Paramountu były nadal nadawane w krajach WNP, a także w Gruzji.
Po wyjściu MTV z Rosji, kanał emitował tylko zagraniczne programy, seriale i serie komiksowe, a także teledyski (także te autorstwa rodzimych artystów). W ostatnich dwóch miesiącach przed zamknięciem na antenie przestały pojawiać się nowe rodzime teledyski. Ostatnim dodanym krajowym klipem był teledysk wokalistki Yolki do piosenki Forever.
Od 4 kwietnia do 1 czerwca 2022 roku emitowany był program Give Me Mine Back, poświęcony najlepszym teledyskom od 1981 roku (rok powstania marki MTV) do 2021 roku. Każdy odcinek poświęcony był innemu roku. 3 lipca 2022 roku miała miejsce premiera muzycznej listy przebojów, QAZ_Chart. Później klipy praktycznie przestały być aktualizowane. Ostatni numer ukazał się 27 listopada.
Jesienią tego samego roku zwolniona została Jana Churikova, dyrektor generalna i niepełnoetatowa szefowa kanałów telewizji młodzieżowej i muzycznej w Paramount Global. Po tym MTV Europe przejęło pełną kontrolę nad wszystkimi kanałami, a pracownikami pozostali ci, którzy stoją za dubbingiem zapowiedzi.
13 grudnia 2022 roku rosyjskojęzyczna wersja MTV przestała nadawać na Białorusi, a dwa dni później (15 grudnia) ostatecznie przerwano nadawanie także w innych krajach. Ostatnim wyemitowanym klipem był teledysk do piosenki Slomana zespołu Serebro w 2016 roku. Informacje o zamknięciu kanału potwierdził jego były pracownik Mitia Silantyev. Po zamknięciu kanału wyłączono jego stronę internetową mtv.ru, przekierowując na jego międzynarodową stronę mtv.com.
Na dzień przed zamknięciem kanał zdążył wyemitować swoją ostatnią listę przebojów Top 100 na rok 2022, która zazwyczaj emitowana jest ostatniego dnia ustępującego roku. Zwycięzcą tej listy przebojów został Harry Styles z utworem As It Was. Wśród krajowych teledysków najwyższy wynik osiągnął duet Artik & Asti’s Harmony (12 miejsce).